# كازويوكي أوتسكا
كازويوكي أوتسكا (باليابانية: 大塚 和征) (مواليد 7 يوليو 1982)، هو لاعب كرة قدم ياباني سابق كان يلعب كلاعب وسط.

## وصلات خارجية
- كازويوكي أوتسكا على موقع رابطة كرة القدم اليابانية للمحترفين (اليابانية)
- كازويوكي أوتسكا على موقع قاعدة بيانات كرة القدم.إي يو (الإنجليزية)
- كازويوكي أوتسكا على موقع عالم كرة القدم.نت (الإنجليزية)